# Microsema nazidaria
Microsema nazidaria là một loài bướm đêm trong họ Geometridae.